# ادینگهم
ادینگهم (به انگلیسی: Addingham) یک روستا و محله مدنی در بریتانیا است که در سیتی بردفورد واقع شده‌است. ادینگهم ۳٬۷۳۰ نفر جمعیت دارد.